# Міліков
Міліков (пол. Milików, нім. Milikau) — розташоване в окрузі Фридек-Містек. У ньому проживає приблизно 1400 жителів, а кадастрова територія муніципалітету має площу 916 га. Значну частину населення складає значна польська меншина. 
Місто Тршинець розташоване в 10 км на північ, Чеський Тешін в 19 км на північ, Фридлант над Остравіці в 25 км на захід і Фридек-Містек в 28 км на захід.

## Історія
Перші письмові згадки про село датуються 1522 та 1577 роками, коли Міліков належав до Тешинського князівства князя Вацлава Адама. Міліков мав площу 916 га і 14 земельних ділянок. У 1621 році мав 17 грунтів, одну вотчину та два млини. У 1773 році, за правління Марії Терезії, коли була введена нумерація будинків, Міліков мав 25 земельних ділянок, 2 млини, лісопилку та 20 будинків. У 18 столітті тут була створена ковальська майстерня (у 20 столітті її перевезли з оригінальним внутрішнім обладнанням до музею під відкритим небом у Рожнові під Радгоштем).
До середини ХІХ століття основним заняттям жителів села було невигідне гірське землеробство та робота в лісі. Після заснування Třinecké železáren в лісах спалювали деревне вугілля, а в деяких місцевостях добували залізну руду. Частина населення працювала на плавильних заводах. У 1910 році в Мілікові вже було 99 хат і 766 мешканців – усі польськомовні. Католиків було 37,9 %, євангелістів — 62,1 %. Важливою пам'яткою є каплиця св. Анни з оглядовою вежею 1928 р. на Козубовій. Перша асфальтова дорога була побудована в 1950 році від Бистриць над Ольшими. Електрику в селі ввели 50 років тому. У 1980 році Міліков був адміністративно приєднаний до Бистричі над Ольшими, у 1990-х знову став незалежним.

## Примітки

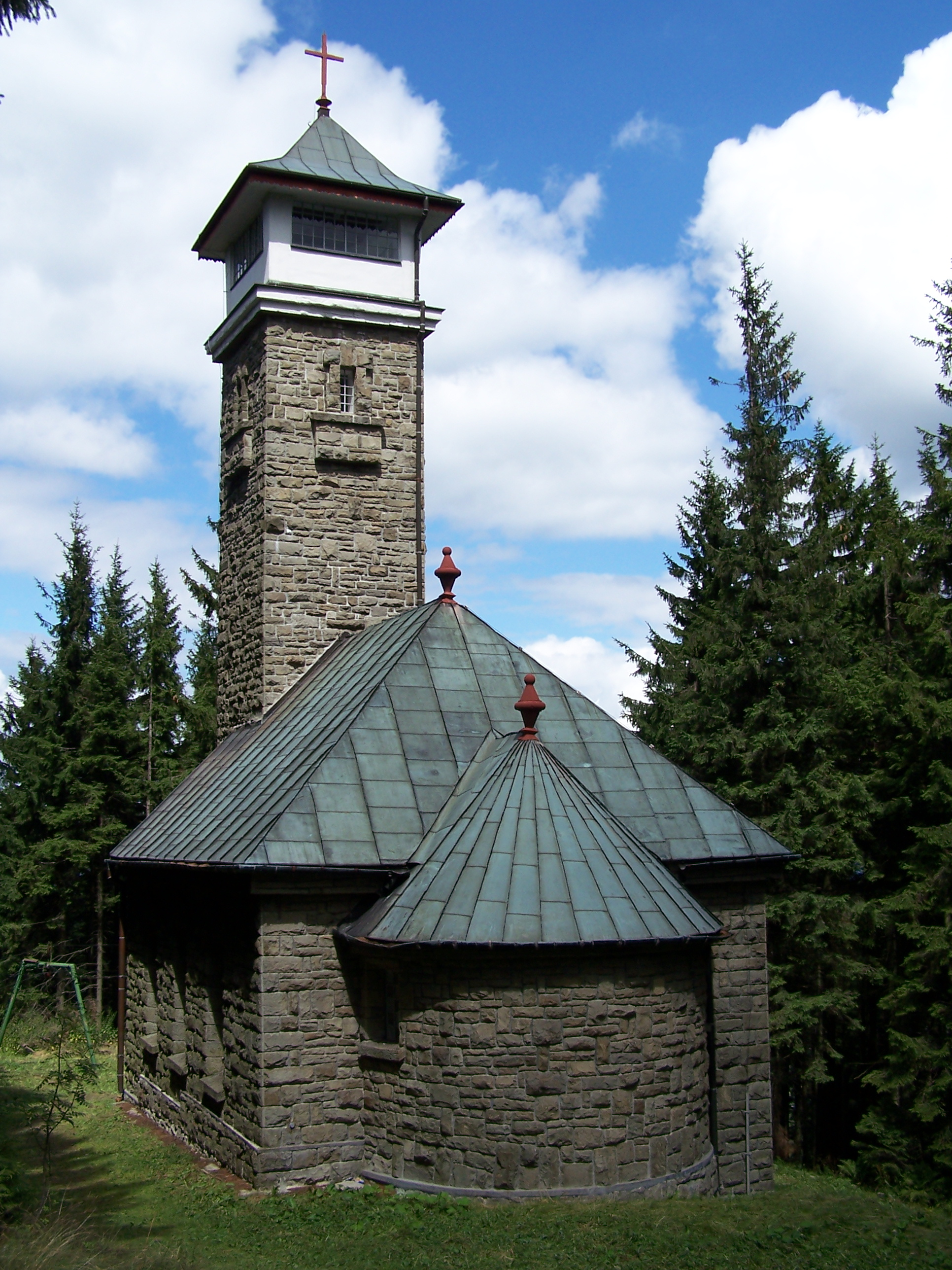
Каплиця Святої Анни на Козубовій

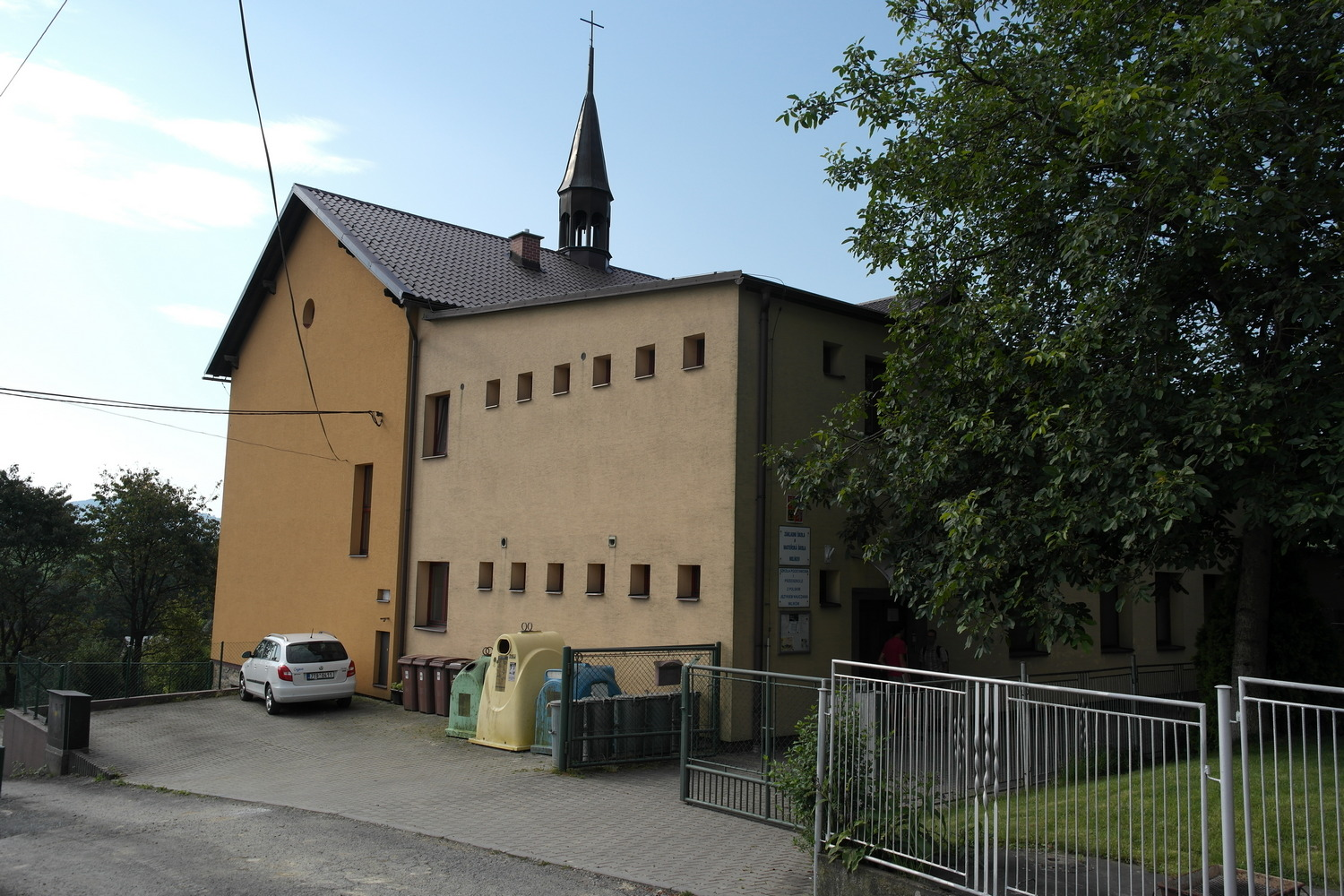
Польська школа

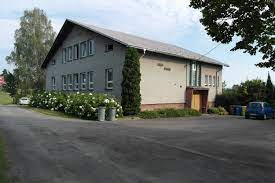
Міліковський будинок